# Embryonální vývoj

Prvních 23 dní lidského zárodečného vývoje, zachycených na schematických ilustracích (anglicky)

Pod pojmem embryonální vývoj (též zárodečný vývoj či embryogeneze) je v běžné mluvě myšlen vývoj embrya (zárodku) živočichů, a to zejména obratlovců, jako je člověk (viz embryonální vývoj člověka). Podobným vývojem však prochází v podstatě všichni živočichové. Zcela unikátním způsobem pak probíhá embryonální vývoj rostlin, který je v tomto článku ponechán stranou.
Pravděpodobně nejsložitějším vývojem prochází embrya strunatců, a proto jim je v tomto textu věnována velká pozornost. Jevy jako vznik neurální trubice, chordy a žaberních oblouků na embryu však jsou známy právě u různých druhů obratlovců a nejsou tedy obecně platné.

## Zygota
Zygota, vlastně oplozené vajíčko, vzniká oplozením - splynutím pohlavních buněk. Pohlavní buňky mají každá poloviční sádku chromozómů (u člověka 1n - haploidní), po splynutí je zygota diploidní. Zygota je již obvykle polarizovaná a v jedné části obsahuje výživné látky (žloutek), naopak v animální části se bude odehrávat vlastní dělení a vývoj. Po určitých procesech, jež se ve vajíčku po oplození odehrají, se roztáčí kolo buněčných dělení, tzv. rýhování, čímž vlastně začíná vývoj moruly a později blastogeneze.

## Blastogeneze

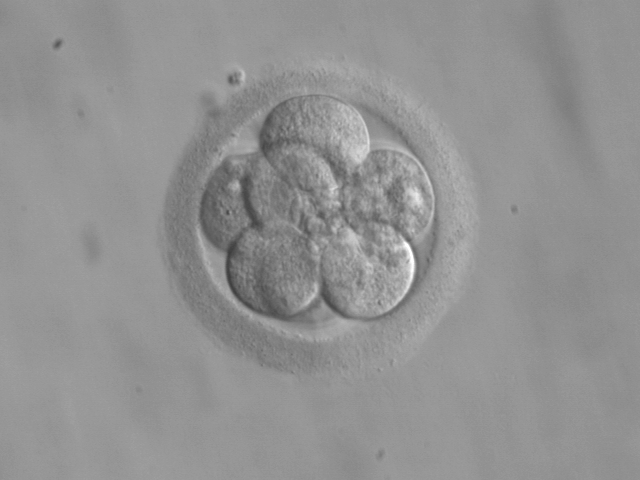
Rýhující se vajíčko

### Rýhování
Rýhování je vlastně mnoho po sobě jdoucích mitotických dělení. U běžných buněk bývá mezi dvěma děleními poměrně dlouhá interfáze, kdy dochází k přípravě na další dělení, ale rýhující se vajíčko má interfázi velice redukovanou a neznatelnou. Důležité je pro buňku pokaždé rychle replikovat (kopírovat) svou DNA – s přepisem DNA v RNA (tzv. transkripcí) se nezdržuje a veškerá buněčná RNA pochází ještě od matky. Blastomery se tedy postupně zmenšují a 16-buněčná morula je rozměrově stejná, jako původní oplozené vajíčko.
Rýhování může být dvojího druhu buď úplné (totální, holoblastické.) nebo částečné (parciálním, meroblastické). Úplné rýhování probíhá u vajíček s nízkým nebo žádným obsahem žloutku (např. savci, měkkýši nebo hlístice). Částečné rýhování probíhá u vajíček se žloutkem a může být superficiální (povrchové, u hmyzu) nebo diskoidální (terčíkovité).

### Blastula

Blastocysta - typ blastuly typický pro savce

Blastula je rané embryonální stadium, které má kulovitý tvar a uvnitř obsahuje dutinu, blastocoel. V klasickém schématu embryonálního vývoje vzniká v procesu blastulace (blastogeneze) z moruly a vyvíjí se z ní gastrula. Blastula je typická tím, že v ní začíná docházet k první regulaci buněčného dělení a také začíná vlastní transkripce, díky čemuž může docházet k diferenciaci buněk.
Podoba blastuly závisí na typu rýhování, jimž dělící se zárodek procházel. V některých případech dokonce blastula vůbec nemusí mít zřetelný blastocoel (je plná). Rozlišuje se:
- coeloblastula – dutá, vzniklá radiálním rýhováním
- stereoblastula – plná, vzniklá spirálním rýhováním
- discoblastula – plná, při neúplném rýhování
- periblastula – rýhuje se jen povrch blastuly, uvnitř je žloutek

Blastula u savců se nazývá blastocysta. Ta se pohybuje volně v děloze, vyživuje se jejím sekretem, ale nakonec (u člověka během 6. dne vývoje zárodku) dojde k přichycení celé blastocysty k epitelu endometriální sliznice a k postupnému uhnízdění – nidaci.

## Vlastní embryogeneze

### Gastrulace

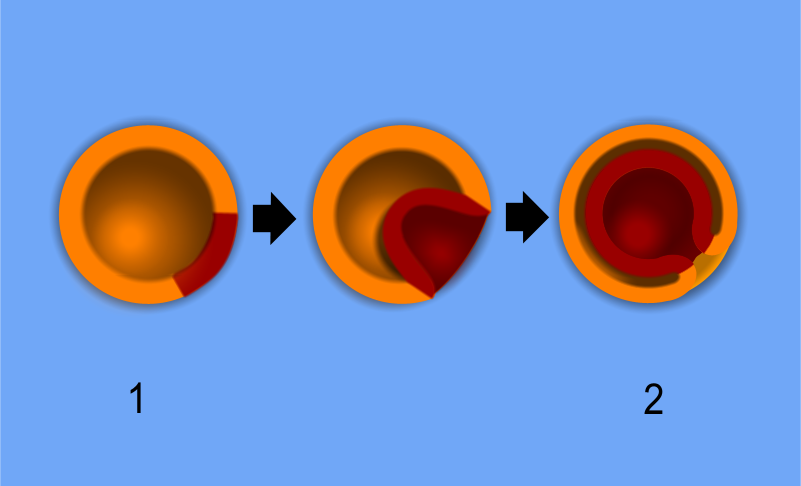
Gastrulace, schematicky, vznik coelogastruly z coeloblastuly

V průběhu časné embryogeneze začínají obvykle vznikat zárodečné listy. To platí pro všechny pokročilé živočichy, zahrnované obvykle do Eumetazoa. Podle toho, zda vznikají listy dva nebo tři, rozlišujeme živočichy dvojlisté a trojlisté. Zárodečné listy vznikají v době, kdy se blastula mění na gastrulu. Tento proces se nazývá gastrulace. Gastrula má nakonec již dvě vrstvy buněk a obsahuje dutinu (tzv. prvostřevo), která se otvírá do okolního světa otvorem zvaným blastoporus. Vrstvy gastruly se postupně transformují v tzv. zárodečné listy - entoderm, ektoderm a mezoderm.
Podle nejčastěji uváděného schématu gastrulace se buňky na jednom konci kulovité blastuly začnou pohybovat směrem dovnitř dutiny, čímž vytváří jakýsi polokulovitý dutý útvar (přirovnávaný k prokopnutému míči). Migrující buňky posléze téměř přilnou k těm na opačné straně a v místě, kde zprvu začala gastrulace, jsou teď prvotní ústa (tedy budoucí ústa prvoústých). Gastrulace však probíhá u různých organizmů různě a zrovna způsob gastrulace u člověka je poměrně specifický. Závisí totiž na typu blastuly, z níž gastrula vzniká. Z coeloblastuly vzniká coelogastrula přibližně tak, jak bylo právě popsáno. Jiná situace nastává u blastul, které obsahují velké množství žloutku nebo například vůbec nejsou duté. V takových případech se uplatňují složitější procesy, při nichž se určitá populace buněk začne množit a prorůstat určitým směrem.

### Další vývoj
Další kroky již samozřejmě nejsou univerzální a neuplatňují se tedy u všech živočichů; příkladem je namátkou neurulace a vznik chordy, oba procesy probíhají v podstatě výhradně u strunatců.

#### Vznik chordy

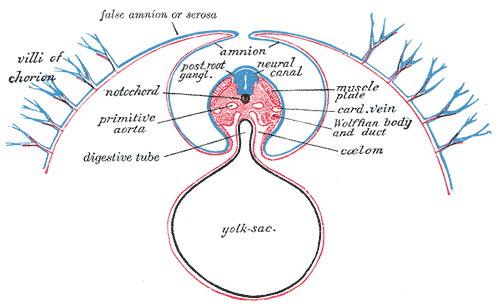
Vznik chordy a nervové trubice

Klíčem ke vzniku notochordu u lidského embrya je proces gastrulace: nořící se epiblastové buňky vytváří tímto způsobem entodermální a mezodermální tkáně. Jednou z nich je i notochord čili struna hřbetní. Část buněk vnikajících primitivní brázdičkou do spodní části embrya se stáčí směrem k tzv. prechordální ploténce, o tu se zastaví a vytvoří hlavový úsek notochordu. Následně sice nakrátko zaniká, ale později se opět zvýrazňuje a tvoří pevnou osu vedoucí od Hensenova uzlu (na jenom konci brázdičky) až po prechordální ploténku. Díky slavnému procesu neurální indukce později dojde nad chordou ke vzniku nervové trubice (osa nervové soustavy) a později i základů dalších struktur.

#### Neurulace

Neurulace schematicky

Embryonální stadium, v němž vzniká neurální trubice, se nazývá neurula – vlastně je to však pozdní gastrula. Spouštěčem vzniku neurální trubice je vznik struny hřbetní (chorda dorsalis). V této souvislosti se říká, že dochází k neurální indukci. Ektoderm ležící nad chordou začne díky tomu tloustnout a formuje se nejprve tzv. neurální ploténka, jejíž tkáň se označuje jako neuroektoderm. Tím začíná celý proces neurulace. Následně se buňky nervové ploténky vchlipují, okraje ektodermu nad ním („neurální valy“) se začnou vzájemně přibližovat a nakonec splývají, čímž vzniká pod ektodermem dutá neurální trubice. Neurulace probíhá poněkud odlišně v hlavové části, než ve zbytku těla, velkou roli tam totiž hraje tzv. kaudální morfogenetický systém. Proces neurulace je poté víceméně u konce, vzniklá nervová trubice má uvnitř tzv. nervový kanálek.
V pozdějších fázích vývoje embrya však dojde k velkým tvarovým změnám nervové trubice, při nichž vznikají komplikovanější struktury, jako je mícha nebo mozek. S procesem neurulace souvisí také vznik neurální lišty, což je populace buněk, které vzniknou po odškrcení nervové trubice od zbylého ektodermu. Buňky neurální lišty mají schopnost migrace a dávají vznik důležitým tkáním v těle obratlovců.

#### Tělní segmentace

Relativní koncentrace klíčových proteinů řídících vznik předozadní osy na embryu octomilek

Tělní segmentace je ze všech živočichů asi nejrozvinutější u členovců a podrobně zkoumána byla u octomilky („mouchy“ rodu Drosophila). Octomilky jsou oblíbeným modelovým organismem genetiků a proto není divu, že zde byl průběh segmentace popsán právě z molekulárního hlediska. Výraznou roli hraje v segmentaci těla hmyzu gen bicoid, který umožňuje již velmi záhy po oplození vajíčka rozlišit budoucí přední a zadní část embrya. Tento morfogen řídí spouštění dalších genů v jednotlivých tělních článcích, tyto geny se označují gap geny. Postupně se tím spouští čím dál jemnější kontrola nad jednotlivými oblastmi embrya.
U strunatců, jako je například člověk, však dochází rovněž ke vzniku segmentů, které se označují somity či také primitivní segmenty. Jsou to párové oblasti mezodermu, které se vytváří v raných fázích vývoje a leží na obou bocích podél struny hřbetní. Obecně platí, že se odštěpují jako váčky z coelomu. Posléze vyplňují prostor kolem neurální trubice a nakonec vrůstají i do bočních mezer mezi střevem a stěnou těla. U kopinatců je vývoj poněkud odlišný než například u ryb, ale obecně ze somitů vznikají zejména svaly, někdy však i podkožní vazivo,vylučovací soustava atd. Na svalovině ryb jsou na dobře patrné myomery, které se vyvíjí právě ze somitů.

#### Žaberní oblouky
Žaberní oblouky (arcus branchiales) jsou přepážky, které oddělují jednotlivé žaberní štěrbiny. Na první pohled by se mohlo zdát, že se jedná o nevýznamnou strukturu u několika vodních obratlovců, ale žaberní oblouky se vyskytují v embryonálním stadiu většiny obratlovců. Všichni obratlovci se totiž vyvinuli z předků ve vodě. Ti měli zřejmě 9 párů žaberních štěrbin a oblouků. Kruhoústí (primitivní obratlovci) mají tento stav do velké míry zachovaný, ale již u čelistnatých obratlovců došlo k velkým stavebním změnám, díky nimž vznikly čelisti. Například u ryb jsou žaberní oblouky sloužící k výměně plynů pouze čtyři, pátý bývá přeměněn na požerákové zuby. Tyto rybí žaberní oblouky se samozřejmě u suchozemských obratlovců ve své původní funkci nezachovaly; přesto se během embryonálního stadia zakládají a vytváří neuvěřitelné množství struktur v lidské hlavě i krku. V tom také tkví největší význam žaberních oblouků.

## Fetogeneze
Nakonec se embryo obvykle mění na fétus čili plod. Např. embryonální vývoj člověka technicky vzato končí devátý týden po oplození. V té době jsou již vytvořeny základy všech orgánových soustav.